# 쿠를랸트현

쿠를란트현의 국장

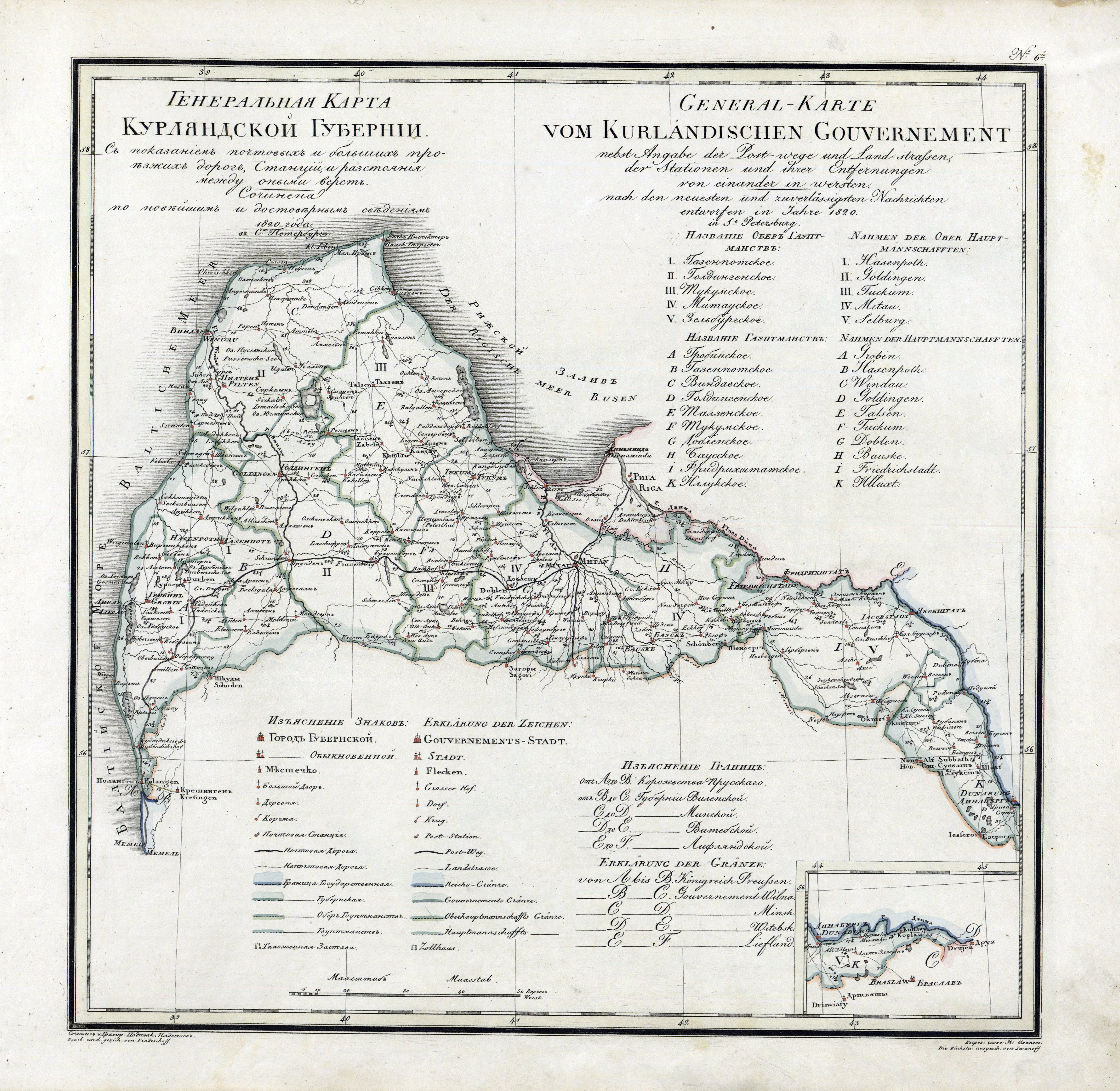
쿠를란트현의 지도

쿠를란트현(러시아어: Курляндская губерния)은 1796년부터 1918년까지 존재했던 러시아 제국의 현으로 현도는 미타바(현재의 옐가바)이며 면적은 27,290km2, 인구는 674,034명(1897년 당시 기준)이다. 현재의 라트비아 서부에 걸쳐 있었다.

## 같이 보기
- 레벨현
- 리가현
- 상트페테르부르크현
- 쿠를란트